# 關華豆膠
關華豆膠（Guar gum，CNS编号：20.025，CAS：9000-30-0），也叫做 瓜尔豆胶，来自豆科植物瓜尔豆（关华豆）的提取物，可作为食品增稠剂。它主要是瓜尔豆的胚乳。瓜尔豆种子去壳，碾磨和筛选取得瓜尔豆胶。 它通常是一种可自由流动的灰白色粉末。

## 生產與交易
瓜爾豆（關華豆）主要生長在印度和澳大利亞，在美國，中國和非洲的小作物。印度的古吉拉特邦、拉賈斯坦邦、和哈里亞納邦是主要種植區，而主要交易市場是在拉賈斯坦邦的三個轄區，轄區如下：焦特布爾、岡格阿納加爾、哈努芒格阿爾。
印度每年生產10.0－12.5萬盧比噸（1－125萬噸）瓜爾，使印度成為最大的生產國，約佔世界總產量的80％。而在巴基斯坦、印度旁遮普邦是其瓜爾豆主產區。
瓜爾膠及其衍生物是世界總產量的約7萬盧比噸（700,000噸）。工業用瓜爾豆膠約佔總需求量的45％左右。它是用來作為在鑽油井（石油平台）中的控制劑，以方便的鑽井和防止流體損失。
在2012年，瓜爾豆價格增長了9倍至10倍。主要原因是，由於拉賈斯坦邦持續乾旱，瓜爾豆膠的短缺陷入恐懼之中，導致哈里伯頓公司之前建立的庫存下降，產生大規模的價格上漲。

## 屬性

### 化學式

在化學上，是一种半乳甘露聚醣（galactomannan），是糖半乳糖和甘露糖組成的多醣。其基質是由一個 半乳糖和β 1,4-連結的兩個甘露醣基團相互連接的線性鏈，形成短邊分支機構。

### 溶解度和粘度
關華豆膠相較於刺槐豆膠有更好的水溶性，由於關華豆膠有較多的半乳糖支鍊，同時也是較好的安定劑。和刺槐豆膠不同，關華豆膠並不會自己形成凝膠。然而使用硼砂或者鈣可以使關華豆膠產生交聯（Cross-linking）使其形成凝膠。在水中關華豆膠是非離子性的水狀膠體，並不會因為離子強度或pH值的改變造成結構或者性質產生變化。一般而言，在pH值介於5到7時關華豆膠結構仍然能保持穩定。但在極端的酸性或者溫度下（如pH值3且攝氏溫度為50 °C時）

## 食品中的應用
瓜尔豆胶的最大市場是在食品工業。
在中国大陆瓜尔胶属于食品添加剂，参见食品添加剂比较，GB编号：（GB20.025)。
在台灣屬於食品添加物，廣泛用於增稠劑、安定劑，例如：冰淇淋、和菓子、海鮮、乾麵型泡麵、煉製品、沙拉醬等等，幾乎都有使用。還有，利用瓜爾豆酵素處理的豆酵素分解物中有「水溶性食物纖維」（膳食纖維）。分子量在20～30萬的時候，有血糖値上昇抑制作用、以及降低膽固醇、使排便更順暢等等的生理效果。
在美國，各種食品中的應用，設置為不同百分比的其允許濃度。

### 戴奧辛污染
2007年7月，在食品添加劑-瓜尔豆胶-在肉類中用作少量增稠劑的食品添加劑中發現了高水平的戴奧辛之後，歐盟委員會對其成員國發出了健康警告。乳製品，甜點或熟食店產品。來源可追溯到來自印度的瓜尔豆胶，該瓜尔豆胶被已不再使用的農藥五氯苯酚污染。
 五氯苯酚含有類戴奧辛物質污染物。類戴奧辛物質會損害人類免疫系統。